# Боборыкин (фамилия)

Писатель Пётр Дмитриевич Боборыкин, введший понятие интеллигенция, — самый известный в России и мире Боборыкин

Боборы́кин — русская фамилия. Первое письменное упоминание зафиксировано во второй половине XV века.

## Происхождение
Фамилия Боборыкин произошла от прозвищного имени Боборы́ка, в свою очередь произошедшего от имени нарицательного боборыка («головастая рыба») и имеющего несколько фонетических вариантов. Иногда даже в одной семье в течение продолжительного времени фамилия могла писаться как Бобарыкин, Баборыкин, Бабарыкин.

## Фамилия Боборыкин в литературе и искусстве
- Боборыкин и Муза Боборыкина — персонажи телевизионного художественного детективного фильма «Подпасок с огурцом» (1979) из телевизионного сериала «Следствие ведут знатоки» в исполнении Бориса Тенина и Лилии Толмачёвой.
- Одного из трёх персонажей пьесы Леонида Филатова «Часы с кукушкой» зовут Боборыкин Харитон Игнатьевич (Гость).